# Meister-Eckhart-Gesellschaft
Die Meister-Eckhart-Gesellschaft ist ein wissenschaftlicher Verein mit dem Ziel Meister Eckhart – seine Schriften und Lehre sowie sein Leben und Wirken –, zu erforschen. Darüber hinaus ist es ein Anliegen des Vereins, die Aktualität dieses spätmittelalterlichen Denkers herauszustellen. Die Gesellschaft wurde auf Initiative von Karl Heinz Witte und Georg Steer gemeinsam mit 36 weiteren Gründungsmitgliedern aus dem In- und Ausland am 24. April 2004 in der Universität Würzburg ins Leben gerufen.
Der Verein veranstaltet regelmäßig Tagungen und Workshops. Eine Jahrestagung findet in der Regel jeweils im Frühjahr statt. Außerdem gibt sie im Kohlhammer Verlag zwei Publikationsreihen heraus, das „Meister-Eckhart-Jahrbuch“ und die Reihe „Meister-Eckhart-Jahrbuch. Beihefte. Die Jahrbücher enthalten wissenschaftliche Beiträge, die teilweise bei den Jahrestagungen vorgetragen wurden, jedoch auch darüber hinausgehende wissenschaftliche Beschäftigungen mit Leben und Werk Meister Eckharts. Außerdem stützt die Gesellschaft die auf die internationale Leserschaft ausgerichtete Reihe „Eckhart: Texts and Studies“, die seit 2011 im Peeters Verlag (Leuven) erscheint.
Die Gesellschaft mit Sitz in Augsburg hat rund 250 Mitglieder. (Stand: 2024)

## Präsidenten
- 2004–2008: Georg Steer
- 2008–2014: Dietmar Mieth
- 2015 –: Freimut Löser[5]

## Meister-Eckhart-Forschungspreis
Seit 2022 verleiht die Meister-Eckhart-Gesellschaft jährlich den Meister-Eckhart-Forschungspreis (der nicht zu verwechseln ist mit dem Meister-Eckhart-Preis).
Preisträger
- 2022: Nigel F. Palmer
- 2023: Lydia Wegener